# Jan Kliment (novinář)
Jan Kliment (31. ledna 1921 – 11. února 1993) byl český filmový kritik, vedoucí kulturní rubriky deníku Rudé právo v období normalizace a zastánce ortodoxního marxleninského pohledu na umění.
Působil od roku 1945 ve stranickém tisku (šéfredaktor plzeňské Pravdy), spolupracoval na filmu natočeném z podnětu a za účasti StB o Číhošťském zázraku Běda tomu, skrze koho pohoršení přichází. Byl kulturním redaktorem Československého rozhlasu, v roce 1959 vystoupil na Banskobystrické konferenci, kde odsoudil společenskokritické tendence v tehdejší kinematografii. Většinu filmů nové vlny odmítl, koncem šedesátých let působil v týdeníku Kulturní tvorba, vyjadřujícím názory konzervativního křídla v ÚV KSČ. V květnu 1969 patřil k signatářům prohlášení Slovo do vlastních řad, v němž novináři loajální husákovskému vedení strany odsoudili ty ze svých kolegů, kteří podporovali pražské jaro 1968.
Kulturní rubriku Rudého práva vedl v letech 1969-1982, později přispíval do listu jako komentátor. V roce 1979 pořídil pro časopis Záběr rozhovor s Milošem Formanem, který přijel do Československa natáčet film Amadeus. Toto interview bylo v exilovém a samizdatovém tisku kritizováno jako Formanova úlitba režimu. V roce 1983 vyšel v Rudém právu pod titulkem "Jen legrácky nemohou stačit" jeho recenze filmu Jak svět přichází o básníky, v níž film částečně zkritizoval. Tvůrci pak tento slogan použili coby jednu z hlášek v druhém díle básnické série Jak básníci přicházejí o iluze.
Roku 1970 bylo Klimentovi uděleno vyznamenání Za vynikající práci.